# 区鉷
区鉷（1946年—），汉族，中华人民共和国政治人物、第十一届全国政协委员。
加入中国民主促进会，担任民进中央委员、广东省委副主委、中山大学英美语言文学研究中心主任。2008年，当选第十一届全国政协委员，代表中国民主促进会，分入第九组。